# Eian Sandvik
Eian Sandvik (* 28. März 1989) ist ein norwegischer Skirennläufer. Er startet in allen Disziplinen und ist vor allem in der Abfahrt erfolgreich. In dieser Disziplin wurde er 2009 Norwegischer Meister und im Jahr davor Vize-Juniorenweltmeister.

## Biografie
Sandvik startet seit Dezember 2004 bei FIS-Rennen. Nachdem er bereits oftmals unter die besten zehn gefahren war, feierte er im November 2006 im Super-G von Hemsedal seinen ersten Sieg. Nach weiteren Podestplätzen in FIS-Rennen startete er ab Januar 2007 auch im Europacup. Ein Jahr später konnte er das erste Mal in dieser Rennserie punkten, größere Erfolge gelangen ihm aber bisher nicht. Sein bestes Europacupresultat ist ein 13. Platz in der Abfahrt von Les Orres am 28. Januar 2009. Seinen international größten Erfolg feierte der Norweger bei den Juniorenweltmeisterschaften 2008 im spanischen Formigal, als er mit nur einer Hundertstelsekunde Rückstand auf den Italiener Hagen Patscheider die Silbermedaille in der Abfahrt gewann. Zudem wurde er jeweils Siebenter im Super-G und im Slalom. 2007 war sein bestes Ergebnis bei der Junioren-WM der zwölfte Abfahrtsrang gewesen, 2009 kam er nicht über einen 20. Platz hinaus. Auf nationaler Ebene ist sein bislang größter Erfolg der Sieg in der norwegischen Abfahrtsmeisterschaft 2009, bei der er einige Weltcupläufer hinter sich ließ. Sandvik selbst kam bisher noch nicht im Weltcup zum Einsatz.
Seit 2010 studiert der Norweger an der University of Utah in Salt Lake City, Vereinigte Staaten. Er fährt daher seit dem Winter 2010/2011 hauptsächlich Rennen in Nordamerika und nimmt an Wettkämpfen im Nor-Am Cup teil. In dieser Rennserie ist sein bislang bestes Resultat ein vierter Platz in der Super-Kombination von Aspen am 17. Februar 2011.

## Erfolge

### Juniorenweltmeisterschaften
- Altenmarkt 2007: 12. Abfahrt, 20. Super-G, 42. Riesenslalom
- Formigal 2008: 2. Abfahrt, 7. Super-G, 7. Slalom
- Garmisch-Partenkirchen 2009: 20. Abfahrt, 22. Riesenslalom

### Kontinentalcups
- 2 Top-20-Platzierungen im Europacup
- 5 Top-10-Platzierungen im Nor-Am Cup

### Weitere Erfolge
- Norwegischer Meister in der Abfahrt 2009
- 2 Siege in FIS-Rennen